# HD 212301 b
HD 212301 b (بالإنجليزية: HD 212301 b)‏ الذي يرمز له بالرمز HD 212301b، هو كوكب خارج المجموعة الشمسية، في كوكبة الثمن، يتبع HD 212301 ‏.

## الاكتشاف
اكتشف في 22 أغسطس 2005، وكانت طريقة الاكتشاف Doppler spectroscopy.